# Ołsufjewo (przystanek kolejowy)
Ołsufjewo (ros. Олсуфьево) – przystanek kolejowy w miejscowości Ołsufjewo, w rejonie żukowskim, w obwodzie briańskim, w Rosji. Położony jest na linii Briańsk – Smoleńsk.

## Historia
Stacja kolejowa powstała w XIX w. na drodze żelaznej orłowsko-witebskiej, pomiędzy stacjami Żukowka i Dubrowka. Początkowo nosiła nazwę Dubowiec. Przebudowana do przystanku w XXI w..